# Opa-locka
Opa-locka é uma cidade localizada no estado americano da Flórida, no condado de Miami-Dade. Foi incorporada em 1926.

## Geografia
De acordo com o United States Census Bureau, a cidade tem uma área de 11,6 km², onde 11,1 km² estão cobertos por terra e 0,5 km² por água.

### Localidades na vizinhança
O diagrama seguinte representa as localidades num raio de 8 km ao redor de Opa-locka.

## Demografia
Segundo o censo nacional de 2010, a sua população é de 15 219 habitantes e sua densidade populacional é de 1 366,53 hab/km². Possui 5 966 residências, que resulta em uma densidade de 535,7 residências/km².

## Geminações
A cidade de Opa-locka é geminada com as seguintes municipalidades:
- Isla Pucú, Cordillera, Paraguai